# (32720) Simoeisios
(32720) Simoeisios (2131 T-3) – planetoida z grupy trojańczyków okrążająca Słońce w ciągu 11,85 lat w średniej odległości 5,2 j.a. Odkryta 16 października 1977 roku.